# Селбах
Селбах (Селбах мак Ферхайр; гэльск. Selbach mac Ferchair; умер в 730) — король гэльского королевства Дал Риада, правил с 700 по 723 год.

## Биография
Селбах был младшим сыном короля Дал Риады Ферхара II из клана Кенел Лоарн. В 698 году он поднял мятеж и свергнул своего брата Эйнбкеллаха, таким образом став правителем земель Кенел Лоарн. В 700 году, после гибели короля Фианнамайла, Селбаху удалось стать и единовластным правителем Дал Риады.
"Песнь скоттов, «Анналы Ульстера» и «Анналы Тигернаха» сохранили упоминания о многих битвах с участием Селбаха. Сообщается, что в 701 году он разрушил замок Данолли, но восстановил его через тринадцать лет. В 704 году войско скоттов было разбито в Глен-Лимне, а затем дважды победило бриттов Алт Клуита: в 711 году при Лорг-Экклете в долине Ливена и в 717 году у скалы Мунуирк. Однако имя Селбаха не упоминается при описании этих событий анналами. В сентябре 719 года Селбах вновь сражался против вернувшегося из Ирландии Эйнбкеллаха и убил его. Месяц спустя произошло морское сражение близ Ард Несби между флотом Кенел Лоарн, возглавляемым Селбахом, и флотом Кенел Габран, предводительствуемым Дунхадом Бэком. В этой битве Дунхад одержал победу, но вскоре умер, оставив Селбаха единственным правителем Дал Риады.
В 723 году Селбах отрёкся от трона в пользу сына Дунгала и ушел в монастырь. Однако в 727 году он упоминается как участник борьбы против Эохайда III. Кончина Селбаха датируется 730 годом.